# New Xade
New Xade é uma vila localizada no distrito de Ghanzi em Botswana. Possuía, em 2011, uma população estimada de 1 269 habitantes.